# Personaggi di Skylanders
Questa è una lista dei personaggi della serie di videogiochi Skylanders pubblicata da Activision.

## Skylanders
Queste creature sono suddivise per elemento, 8 principali: Acqua, Aria, Fuoco, Magia, Non morti, Tecnica, Terra e Vita. In Skylanders: Trap Team, il quarto titolo della serie, sono stati introdotti due nuovi elementi, Luce e Buio, che portano così il numero degli elementi a 10. Nel medesimo capitolo viene introdotto anche un elemento apposito per l'antagonista principale, Kaos, del quale egli è il solo rappresentante.
Alcune statuette dei singoli personaggi sono state pubblicate con delle modifiche, in particolare nei colori e nelle pose oppure nelle abilità, ed essendo state prodotte in edizione limitata sono divenute rare. A volte non vi è però alcuna differenza nel gioco fra la versione speciale della statuetta e il personaggio, mentre in altri casi il personaggio appare nel gioco così come appare nell'action figure. Queste particolari versioni sono spesso state prodotte in esclusiva o per determinate catene di negozi di videogiochi oppure in occasione di importanti eventi afferenti al mondo videoludico. Nella lista sottostante vengono riportati tutti gli Skylander divisi per elemento, insieme alle versioni Giants, Swap, Trap Master e SuperCharger, poste in cima ad ogni lista. Le statuette che ricorrono in più capitoli della saga vengono nominate “Series 1, 2, 3 e 4”. Inoltre, il personaggio di Spyro è l'unico ad apparire in tutte le edizioni speciali, fatta eccezione per la versione Lightcore. Dal quinto titolo della serie viene interrotta la numerazione dei personaggi ricorrenti e vengono inoltre introdotte delle nuove basette per i personaggi, non più caratterizzate da un colore ma da un elemento relativo al gioco (nel caso di Skylanders: SuperChargers tale elemento è un motore stilizzato).
Di seguito sono riportati tutti gli Skylander suddivisi per elemento, categoria e prima apparizione nei giochi.

### Acqua
- Gill Grunt: un gillman che brandisce un fucile ad arpione. Series 1 e 2. La Series 3 è denominata Anchors Away Gill Grunt ed al posto dell'arpione il suo fucile spara un'ancora mentre la Series 4 è chiamata Tidal Wave Gill Grunt.
  - Gill Grunt (Green) – è la versione verde trasparente, in edizione limitata. Nel gioco il personaggio appare come nella versione standard; Metallic Green Gill Grunt – è la versione della Series 2 in verde metallizzato, prodotta per l'EB Games Expo del 2013. A cominciare dal 2014 viene regolarmente venduta da Toys "R" Us[1].
- Chill: un'elfa che indossa un'armatura e dotata di scudo e di giavellotto. Debutta in Skylanders: Giants. Le sue varianti sono Blizzard Chill, Lightcore Chill, Legendary Lightcore Chill. Doppiata da Giuliana Atepi.
- Thumpback (Gigante): simile a una balena, impugna un'ancora legata a una catena. Doppiato da Claudio Moneta.
- Freeze Blade (Swap): – è un gatto antropomorfo che corre su dei pattini da ghiaccio e brandisce una lama circolare di ghiaccio.
- Punk Shock: una femmina di anguilla elettrica umanoide dotata di arpione. Debutta in Skylanders: Swap Force.
- Rip Tide: un ibrido pesce-rana combattente che utilizza pesci come arma. Debutta in Skylanders: Swap Force. Le sue varianti sono Green Armored Rip Tide.
- Wash Buckler (Swap): un uomo-polpo pirata che brandisce una pistola e un pugnale. Doppiato da Pietro Ubaldi.
- Lob-Star (Trap Master): un'aragosta ninja che impugna degli shuriken a forma di stella marina di Traptanium.
- Snap Shot (Trap Master): un ibrido tra un coccodrillo e un 
alligatore con arco e frecce di Traptanium. È un abile cacciatore e leader dei Trap Master. La sua variante è Dark Snap Shot. Doppiato da Marco Balzarotti.
- Dive-Clops (SuperCharger): un ciclope palombaro caratterizzato da un enorme occhio, nonché fratello gemello di Eye-Brawl. Come arma possiede un fucile lancia missili e il suo veicolo è il sottomarino Dive Bomber. Doppiato da Stefano Albertini.
- Deep Dive Gill Grunt (SuperCharger): - è la versione SuperCharger del personaggio di Gill Grunt, rivisitato con una nuova armatura e nuove mosse. Il suo veicolo è il sottomarino Reef Ripper.
- King Pen (Sensei): un pinguino munito di armatura e di grosse lame messe a mo' di guanti. Rientra nella categoria dei Sensei Attaccabrighe e ha un ego smisurato. Doppiato da Diego Baldoin.
- Echo: un drago-ippocampo femmina dotato di sonar che usa per attaccare. Debutta in Skylanders: Trap Team.
- Flip Wreck: un delfino umanoide che usa una spada di legno e un timone come armi. Debutta in Skylanders: Trap Team.
- Slam Bam: uno yeti blu a quattro braccia che domina il ghiaccio. Debutta in Skylanders: Spyro's Adventure. Le sue varianti sono Legendary Slam Bam.
- Wham-Shell (doppiato da Pietro Ubaldi) – un crostaceo umanoide che brandisce una mazza. Fa la sua prima apparizione in Skylanders: Spyro's Adventure. Le sue varianti è Crystal Clear Wham-Shell, Lightcore Wham-Shell.
- Zap: – un ibrido drago-anguilla elettrica che usa l'elettricità come arma. Fa la sua prima apparizione in Skylanders: Spyro's Adventure. Series 1 e 2;
  - Zap (Glow-in-the-Dark) – è la versione fosforescente della Series 1, in edizione limitata. Nel gioco appare come nella versione standard.

### Aria
- Swarm (Giants) (doppiato da Daniele Demma) – un insettoide con le fattezze di un'ape gigante;
- Boom Jet (Swap) (doppiato da Ruggero Andreozzi) – un surfista che cavalca l'aria a bordo di un motore aereo;
- Free Ranger (Swap) – un'aquila antropomorfa munita di lame capace di evocare delle tempeste;
- Gusto (Trap Master) – un jinn che impugna un boomerang gigante di Traptanium;
- Thunderbolt (Trap Master) - una creatura a forma di enorme nuvola con una spada di Traptanium azzurra che scatena delle tempeste;
- Stormblade (SuperCharger) - è un uccello antropomorfo con ali dotate di lame. Il suo veicolo è lo Sky Slicer;
- Hurricane Jet-Vac (SuperCharger) - è la versione SuperCharger del personaggio di Jet-Vac, rivisitato con una nuova armatura e nuove mosse. Il suo veicolo è il Jet Strem;
- Blades – un drago dalle ali ricoperte da lame affilate. Debutta in Skylanders: Trap Team;
- Fling Kong – una scimmia che cavalca un tappeto volante e che lancia dischi azzurri. Appare in Skylanders: Trap Team;
- Jet-Vac (doppiato da Oliviero Corbetta) – è un Barone dei Cieli antropomorfo dotato di una pistola aspiratrice come arma e di uno zaino jet. Fa la sua prima apparizione in Skylanders: Giants. La Series 2 è denominata Turbo Jet-Vac e la Series 3 è denominata Full Blast Jet-Vac;
  - Lightcore Jet-Vac – è la versione Lightcore della Series 1;
  - Legendary Jet-Vac – è la versione blu scuro e oro della Series 1, prodotta in esclusiva per Toys "R" Us;
- Lightning Rod – assomiglia nelle fattezze a Zeus, anche se ha la pelle di colore azzurro e si sposta a bordo di una nuvola. Fa la sua prima apparizione in Skylanders: Spyro's Adventure. Series 1 e 2;
  - Lightning Rod (Violet Metallic) – è una variazione metallica di colore viola in edizione limitata, anche se nel gioco compare nella sua forma standard;
- Pop Thorn – è una specie di piccolo draghetto spinoso con la capacità di gonfiare il suo corpo inalando aria. Anche se è dotato di ali non vola. Fa la sua prima apparizione in Skylanders: Swap Force;
- Scratch – assomiglia ad una piccola sfinge viola con la maschera. Fa la sua prima apparizione in Skylanders: Swap Force;
- Sonic Boom (doppiata da Daniela Fava) – è una femmina di grifone nera, dalle cui uova nascono dei pulcini che combattono al suo fianco. Series 1 e 2. Fa la sua prima apparizione in Skylanders: Spyro's Adventure;
  - Sonic Boom (Glow-in-the-Dark) – è la versione fosforescente della Series 2, anche se nel gioco il personaggio compare nella sua forma standard;
- Warnado (doppiato da Stefano Albertini) – una tartaruga azzurra dal guscio spinoso capace di evocare dei tornado. Fa la sua prima apparizione in Skylanders: Spyro's Adventure;
  - Lightcore Warnado – è la versione Lightcore del personaggio;
  - Warnado (Glow-in-the-Dark) – è la versione fosforescente, anche se nel gioco il personaggio compare nella sua forma standard;
- Whirlwind (doppiata da Elda Olivieri) – è un ibrido fra un unicorno e un drago di sesso femminile. Ha la capacità di evocare un arcobaleno dal suo corno. Fa la sua prima apparizione in Skylanders: Spyro's Adventure. Series 1 e 2, mentre la Series 3 è denominata Horn Blast Whirlwind ed indossa un elmetto protettivo dorato;
  - Polar Whirlwind – è la versione di colore bianco argentato della Series 2, in esclusiva per GameStop;
  - Whirlwind (Stone) – è una rara versione del personaggio che imita la pietra ed è stata venduta in numero limitato all'interno di alcune confezioni di Skylanders: Giants in maniera casuale;
  - Crystal Clear Whirlwind – è la versione trasparente della Series 1, apparsa in vendita per la prima volta su eBay nel novembre 2013, ovvero due anni dopo l'uscita di Spyro's Adventure[2].

### Buio
- Knight Mare (Trap Master) – è un centauro femmina che impugna una flamberga di Traptanium;
- Nightfall (SuperCharger) - è una creatura femminile fatta di oscurità dotata di artigli al posto delle mani. Il suo veicolo è il Sea Shadow;
- Blackout – è un drago nero, primo Skylanders dell'elemento buio a fare la sua comparsa in Skylanders: Trap Team;
- Hood Sickle (Sensei) - facente parte della categoria dei Sensei Sentinelle, ha l'aspetto di un boia ed è vestito con abiti scuri e un cappuccio nero. Usa come arma una grossa falce dalla doppia estremità;
- Starcast (Sensei) - un alieno con quattro braccia fatta di oscurità e che impugna quattro shuriken come arma. Fa parte della categoria dei Sensei Ninja.

### Fuoco
- Hot Head (Giants) (doppiato da Pietro Ubaldi) – un enorme golem formato da blocchi di rocce magmatiche;
  - Hot Head (Pearl) – è una speciale edizione in bianco metallizzato, prodotta in pochi esemplari. Nel gioco il personaggio appare nella sua forma standard;
- Blast Zone (Swap) – una sorta di cavaliere di fuoco, simile ad una fornace. Ha la capacità di lanciare bombe;
  - Dark Blast Zone – versione nero-argento, venduta nella Dark Edition del gioco;
- Fire Kraken (Swap) (doppiato da Flavio Arras) – un drago cinese che utilizza i fuochi d'artificio come arma;
- Ka-Boom (Trap Master) – è un umanoide di lava dotato di cannone di Traptanium che spara bombe di lava;
- Wildfire (Trap Master) – un leone d'oro con uno scudo di Traptanium raffigurante una testa di leone;
  - Dark Wildfire – è la versione nero e argento del personaggio;
- Spitfire (SuperCharger) - è uno spirito di fiamme blu leader dei SuperCharger. Il suo veicolo è la Hot Streak;
  - Dark Spitfire - è la versione Dark del personaggio, compresa quella del suo veicolo, la Dark Hot Streak;
- Lava Lance Eruptor (SuperCharger) - è la versione SuperCharger di Eruptor, rivisitato con una nuova armatura e nuove mosse. Il suo veicolo è la motocicletta Burn-Cycle;
- Eruptor (doppiato da Pietro Ubaldi) – un mostro di lava che erutta magma. Series 1 e 2, mentre la Series 3 prende il nome di Lava Barf Eruptor e della stessa serie appartiene Volcanic Eruptor, di colore nero, venduto per la console Nintendo 3DS. Fa la sua prima apparizione in Skylanders: Spyro's Adventure;
  - Lightcore Eruptor – è la versione Lightcore della Series 2;
  - Silver Eruptor – è la versione argentata della Series 1, venduta in maniera casuale e in esemplari limitati;
  - Eruptor (Flocked) – è una speciale versione della Series 2, caratterizzata da una superficie soffice. Nel gioco il personaggio compare nella sua forma standard;
- Flameslinger (doppiato da Ruggero Andreozzi) – è un elfo arciere che indossa una benda rossa sugli occhi (Nel trailer di Skylanders Giants né indossa un'altra gialla). Series 1 e 2. Fa la sua prima apparizione in Skylanders: Spyro's Adventure;
  - Flameslinger (Gold) – è la versione dorata sia della Series 1 che della Series 2, vendute in maniera casuale ed in poche unità. Nel gioco il personaggio appare nella sua forma standard;
- Fryno – un rinoceronte motociclista. Fa la sua prima apparizione in Skylanders: Swap Force.La Series 2 è denominata Hog Wild Fryno;
- Hot Dog (doppiato da Alessandro Zurla) – un cane di magma. La Series 2 è denominata Fire Bone Hot Dog. Fa la sua prima apparizione in Skylanders: Giants;
  - Molten Hot Dog – è la versione di colore giallo della Series 2, venduta nei supermercati Walmart;
  - Color Shift Hot Dog – è la versione colorata di bronzo della Series 2, venduta in occasione dell'E3 del 2013 per promuovere l'uscita di Skylanders: Swap Force[3];
- Ignitor (doppiato da Marco Balzarotti) - un cavaliere con indosso un'armatura maledetta da una strega munito di spada fiammeggiante. Series 1 e 2. Fa la sua prima apparizione in Skylanders: Spyro's Adventure;
  - Legendary Ignitor – è la versione blu scuro e oro della Series 2, prodotta in esclusiva per Toys "R" Us;
- Smolderdash (doppiata da Jasmine Laurenti) – è uno spirito femminile di fuoco, dotato di una frusta che scatena le fiamme. Fa la sua prima apparizione in Skylanders: Swap Force;
  - Lightcore Smolderdash – è la versione Lightcore;
- Sunburn (doppiato da Oliviero Corbetta) – è un raro ibrido fra un drago e una fenice. Appare per la prima volta in Skylanders: Spyro's Adventure;
- Torch – è una ragazza dai capelli di fuoco con un lanciafiamme e un ferro di cavallo come arma. Fa la sua prima apparizione in Skylanders: Trap Team;
- Tail Blazer – un unicorno di fuoco dotato di una criniera e un corno fiammeggiante con addosso un'armatura simile a una fornace. Appare in Skylanders: Trap Team.

### Luce
- Knight Light (Trap Master) – un angelo della luce che impugna un scimitarra di Traptanium;
- Astroblast (SuperCharger) - un alieno con la testa cristallizzata dotato di armatura e armato di blaster. Il suo veicolo è la navicella Sun Runner;
- Spotlight – una dragonessa bianca, primo Skylanders dell'elemento luce a fare la sua comparsa in Skylanders: Trap Team;
- Blaster Tron (Sensei) - un robot che brandisce una spada come arma, che può anche sparare raggi laser. Fa parte della categoria dei Sensei Cavalieri;
- Aurora (Sensei) - nipote di Padron Eon, utilizza due spade per combattere. Fa parte della categoria dei Sensei Avventurieri.

### Magia
- Ninjini (Giants) (doppiata da Gea Riva) – è un genio ninja femmina di colore viola armata di 2 spade, con la parte inferiore del corpo intrappolata in una lampada. Ha la capacità di rinchiudersi nella lampada per attaccare i nemici;
  - Scarlet Ninjini – è la versione speciale nei colori rosso e verde;
- Hoot Loop (Swap) (doppiato da Federico Zanandrea) – è un gufo magico umanoide munito di bacchetta magica che si sposta teletrasportandosi con un anello magico sotto alle sue zampe;
- Trap Shadow (Swap) – una pantera viola umanoide che utilizza una trappola con catena come arma ed ha la facoltà di spostarsi utilizzando solo la sua ombra;
- Blastermind (Trap Master) - una creatura umanoide che indossa un elmo con sopra cristalli di Traptanium;
- Enigma (Trap Master) – è un mago avvolto in un mantello che impugna uno scettro di Traptanium;
- Splat (SuperCharger) - è un fauno femmina dotata di pennello che è capace di domare i colori. Il suo veicolo è l'imbarcazione Splatter Splasher;
- Big Bubble Pop Fizz (SuperCharger) - è la versione SuperCharger di Pop Fizz, rivisitato con una nuova armatura e nuove mosse. Il suo veicolo è l'hovercraft Soda Skimmer;
- Cobra Cadabra - un cobra incantatore che suona un flauto in grado di lanciare frecce. Debutta in Skylanders: Trap Team;
- Déjà Vu - è una maga che controlla il tempo e possiede una clessidra e un diapason come armi. Fa la sua prima apparizione in Skylanders: Trap Team;
- Double Trouble – è un piccolo tiki che ha la capacità di creare cloni di se stesso che esplodono. Series 1 e 2. Fa la sua prima apparizione in Skylanders: Spyro's Adventure;
- Dune Bug – un coleottero magico. Appare per la prima volta in Skylanders: Swap Force;
- Pop Fizz (doppiato da Marco Balzarotti) – è un gremlin alchimista ricoperto di pelo blu che usa le pozioni per danneggiare i nemici, dare vita a degli alleati e trasformarsi in una belva feroce per qualche istante. La Series 2 prende il nome di Super Gulp Pop Fizz mentre la Series 3 è chiamata Fizzy Frenzy Pop Fizz. Fa la sua prima comparsa in Skylanders: Giants;
  - Lightcore Pop Fizz – è la versione Lightcore della Series 2;
  - Punch Pop Fizz – è la versione di colore rosso della Series 2 inclusa nello Starter Pack per Nintendo 3DS;
- Spyro (doppiato da Ruggero Andreozzi) – un drago viola, già apparso come protagonista dell'omonima serie. Series 1 e 2, mentre la Series 3 è denominata Mega Ram Spyro. Debutta in Skylanders: Spyro's Adventure;
  - Legendary Spyro – è la versione blu scuro e oro della Series 1;
  - Dark Spyro – è la versione nera e argento della Series 1, venduta per la console Nintendo 3DS;
  - Spyro (Chrome 2012 E3) – è un'edizione speciale in argento lucido della Series 1 prodotta in poche unità in occasione della conferenza dell'E3 del 2012. Nel gioco il personaggio appare come nella sua forma standard;
  - Dark Mega Ram Spyro – è la versione nera e argento della Series 3, venduta nella Dark Edition del gioco;
- Star Strike – una maga aliena che indossa una tunica con cappuccio e ha dei ventagli appuntiti come arma. Appare per la prima volta in Skylanders: Swap Force;
  - Lightcore Star Strike – è la versione Lightcore;
- Voodood – è un orco guerriero che indossa un teschio di drago come copricapo e brandisce un'ascia. Appare la prima volta in Skylanders: Spyro's Adventure;
- Wrecking Ball – una larva di verme che utilizza la sua lunga lingua per colpire e mangiare i nemici e che riesce a trasformarsi in una palla distruttrice. Series 1 e 2. Fa la sua prima apparizione in Skylanders: Spyro's Adventure;
  - Wrecking Ball (Glow-in-the-Dark) – è la versione fosforescente, anche se nel gioco il personaggio appare come nella sua forma standard.

### Non Morti
- Eye-Brawl (Giants) (doppiato da Raffaele Farina) – è un gigante ricoperto da un'armatura e dotato di un solo occhio, quest'ultimo munito di ali da pipistrello, il quale può muoversi, attaccare e spostarsi in modo indipendente dal resto del corpo;
- Night Shift (Swap) (doppiato da Oliviero Corbetta) – è un vampiro pugile, dotato di guanti da boxe, che utilizza il teletrasporto per spostarsi più velocemente;
- Rattle Shake (Swap) – è un serpente a sonagli cowboy che indossa un cappello e come arma ha una pistola simile a un serpente che spara veleno;
- Krypt King (Trap Master) – uno spirito di guerriero Arkeyan che impugna una spada di Traptanium di cristallo grigio;
- Short Cut (Trap Master) – è una sorta di fantoccio di pezza che impugna un paio di enormi forbici di Traptanium ed è in grado di evocare marionette munite forbici simili a lui;
- Fiesta (SuperCharger) - è un calaca dotato di tromba. Il suo veicolo è la Crypt Crusher;
- Bone Bash Roller Brawl (SuperCharger) - è la versione SuperCharger di Roller Brawl, rivisitata con una nuova armatura e nuove mosse. Il suo veicolo è il dune buggy Tomb Buggy;
- Pit Boss (Sensei) - un serpente umanoide che, essendo tale, sibila costantemente le "s" mentre parla. Utilizza uno scettro magico come arma. Fa parte della categoria dei Sensei "Stregoni";
- Bat Spin – è una vampira che cavalca un tornado di pipistrelli, in grado di trasformarsi in un enorme pipistrello. Debutta in Skylanders: Trap Team;
- Chop Chop – è un gladiatore scheletro Arkeyan munito di spada. Series 1 e 2, mentre la Series 3 prende il nome di Twin Blade Chop Chop munito di 2 spade appunto. Fa la sua prima apparizione in Skylanders: Spyro's Adventure;
  - Legendary Chop Chop – è la versione blu scuro e oro della Series 1, prodotta in esclusiva per Toys "R" Us;
  - Chop Chop (Gold) – versione dorata della Series 1, distribuita in maniera casuale e in poche unità;
  - Metallic Chop Chop – è un'edizione speciale metallizzata della Series 2, venduta negli stand della Activision durante la Fiera del Giocattolo di New York del 2013. Il personaggio nel gioco appare nella sua forma standard;
  - Green Twin Blade Chop Chop – è la versione in verde trasparente della Series 3, anche se nel gioco il personaggio appare nella sua forma standard;
- Cynder (doppiata da Daniela Fava) – è una dragonessa viola, già apparsa nella serie di Spyro the Dragon, in The Legend of Spyro nella versione Italiana viene chiamata "Cinerea", ma ritorna in Skylanders con il suo nome originale. Series 1 e 2, mentre la Series 3 prende il nome di Phantom Cynder ed è viola trasparente. Ha fatto la sua prima apparizione in Skylanders: Spyro's Adventure;
  - Metallic Cynder – versione metallizzata della Series 1, venduta negli stand della Activision durante la Fiera del Giocattolo di New York del 2012. Il personaggio nel gioco appare nella sua forma standard;
  - Crystal Clear Cynder – è la versione trasparente della Series 1, anche se nel gioco appare nella sua forma standard;
  - Cynder (Glow-in-the-Dark) – è la versione fosforescente della Series 2, anche se nel gioco appare nella sua forma standard;
- Fright Rider (doppiato da Ruggero Andreozzi) – un elfo guerriero dotato di lancia chiamato Rider che cavalca uno scheletro di struzzo chiamato Fright. Ha fatto il suo debutto in Skylanders: Giants;
  - Fright Rider (Glow-in-the-Dark) – è la versione fosforescente, anche se nel gioco appare nella sua forma standard;
  - Halloween Fright Rider – è un'edizione speciale di colore nero ed oro, distribuita a fine 2013 in poche unità;
- Funny Bone – è uno scheletro di cane che debutta in Skylanders: Trap Team;
- Ghost Roaster (doppiato da Oliviero Corbetta) – uno spettro munito di catena che si nutre dei fantasmi dei nemici sconfitti. È apparso per la prima volta in Skylanders: Spyro's Adventure;
- Grim Creeper – un fantasma mietitore incappucciato e dotato di falce. Appare per la prima volta in Skylanders: Swap Force;
  - Lightcore Grim Creeper – versione Lightcore del personaggio;
- Hex (doppiata da Daniela Fava) – un'elfa dell'oscurità. Series 1 e 2. Fa il suo debutto in Skylanders: Spyro's Adventure;
  - Lightcore Hex – versione Lightcore della Series 2;
  - Pearl Hex – edizione speciale bianca metallizzata della Series 1, venduta in occasione della Fiera del Giocattolo di Norimberga del 2012;
- Roller Brawl – una vampira pattinatrice dotata di lunghe lame alle mani e di un casco maledetto. Fa il suo debutto in Skylanders: Swap Force.

### Tecnica
- Bouncer (Giants) (doppiato da Davide Albano) – un robot gigante con una ruota al posto delle gambe, in grado di sparare dalle sue dita;
  - Legendary Bouncer – è la versione Legendary nei colori blu scuro e oro;
- Magna Charge (Swap) (doppiato da Luca Sandri) – è un robot con un enorme magnete sulla testa, capace di attirare i nemici e oggetti e di sparare pallottole d'energia;
- Spy Rise (Swap) – una sorta di ragno spia umanoide, metà antropomorfo e metà robot;
- Gearshift (Trap Master) – è un'androide bianca circondata da una grande ruota dentata di Traptanium;
- Jawbreaker (Trap Master) – un robot con enormi mascelle e pugni di Traptanium;
- High Volt (SuperCharger) - è un robot capace di domare l'elettricità. Il suo veicolo è lo Shield Striker;
- Double Dare Trigger Happy (SuperCharger) è la versione SuperCharger di Trigger Happy, rivisitato con una nuova armatura e nuove mosse. Il suo veicolo è la Gold Rusher;
- Boomer – un troll armato di candelotti di dinamite e di bombe. Fa la sua prima comparsa in Skylanders: Spyro's Adventure;
  - Silver Boomer – è la versione di color argento, in edizione limitata. Nel gioco il personaggio appare come nella sua forma standard;
- Chopper – è un tirannosauro in miniatura che indossa un esoscheletro dotato di elicottero e lanciamissili. Debutta in Skylanders: Trap Team;
- Countdown – è una bomba umanoide con dei razzi al posto delle mani ed ha la capacità di autodistruggersi. Appare la prima volta in Skylanders: Swap Force;
  - Lightcore Countdown – è la versione Lightcore;
- Drill Sergeant (doppiato da Davide Garbolino) – è un piccolo robot a forma di locomotiva Arkeyan, con dei trapani al posto delle mani e la possibilità di sparare raggi laser. Series 1 e 2. Appare la prima volta in Skylanders: Spyro's Adventure;
  - Drill Sergeant (Gold) – è la versione in oro in edizione limitata della Series 1, anche se nel gioco il personaggio appare come nella sua forma standard;
  - Drill Sergeant (Red) – è la versione di colore rosso trasparente della Series 1 prodotta in poche unità, anche se nel gioco appare come nella sua forma standard;
- Drobot – è un drago che veste un'armatura robotica. Series 1 e 2. Fa la sua prima apparizione in Skylanders: Spyro's Adventure;
  - Lightcore Drobot – è la versione Lightcore della Series 2;
- Sprocket (doppiata da Jolanda Granato) – è una donna dai capelli rossi che indossa una tuta da meccanico. Ha la capacità di costruirsi un carro armato e di pilotarlo dall'interno per colpire i nemici. La Series 2 è denominata Heavy Duty Sprocket. Fa il suo debutto in Skylanders: Giants;
  - Sprocket (Sparkle) – è un'edizione speciale colorata di bianco e ricoperta di glitter della Series 1, anche se nel gioco appare come nella sua forma standard;
  - Metallic Heavy Duty Sprocket – è la versione metallizzata della Series 2, prodotta in esclusiva per Best Buy. Nel gioco il personaggio appare come nella sua forma standard;
- Trigger Happy – un gremlin dotato di pistole che sparano monete d'oro. Ha la facoltà di creare una mitragliatrice ed un calderone, anch'essi d'oro, per usarli contro i nemici. Series 1 e 2, mentre la Series 3 prende il nome di Bing Bang Trigger Happy. Appare la prima volta in Skylanders: Spyro's Adventure;
  - Legendary Trigger Happy – è la versione blu scuro e oro della Series 1, prodotta in esclusiva per Toys "R" Us;
- Tread Head - è un gremlin a bordo di un battistrada triangolare. Debutta in Skylanders: Trap Team;
- Wind-Up – un robot a carica manuale, capace di ruotare su se stesso per colpire i nemici. Fa la sua apparizione in Skylanders: Swap Force.

### Terra
- Crusher (Giants) (doppiato da Alberto Olivero) – un golem di pietra munito di cristalli che possiede un enorme martello come arma e capace di pietrificare i nemici con i suoi occhi;
  - Granite Crusher – è la versione di colore nero granato;
- Doom Stone (Swap) – una sorta di cavaliere di roccia vivente armato di clava rotante e scudo pietrificante che ruota su se stesso per attaccare i nemici;
- Rubble Rouser (Swap) (doppiato da Gianni Gaude) – un golem munito di martello con le punte dei piedi a trapano;
- Head Rush (Trap Master) – un'elfa vichinga molto potente che indossa un elmo con un paio di enormi corna di Traptanium;
- Wallop (Trap Master) – una creatura che impugna dei grandi martelli marroni di Traptanium e indossa un elmo;
- Smash Hit (SuperCharger) - è un marsupiale dotato di palla aculeata. Il suo veicolo è la betoniera Thump Truck;
- Shark Shooter Terrafin (SuperCharger) - è la versione SuperCharger di Terrafin, rivisitato con una nuova armatura e nuove mosse. Il suo veicolo è lo Shark Tank;
- Bash – un drago di roccia (simile ad un dinosauro) ma senza ali. Series 1 e 2. Appare la prima volta in Skylanders: Spyro's Adventure;
  - Legendary Bash – è la versione in blu scuro e oro della Series 1, prodotta in esclusiva per Toys "R" Us;
  - Bash (Blue) – è una variante di colore blu trasparente della Series 1, prodotta in esclusiva per Toys "R" Us in edizione limitata. Nel gioco il personaggio appare come nella sua versione standard;
- Dino-Rang (doppiato da Oliviero Corbetta) – è un ibrido tra un t-rex e uno stegosauro verde che lancia dei boomerang come armi. Appare la prima volta inSkylanders: Spyro's Adventure;
  - Silver Dino-Rang – è la versione in argento, in edizione limitata, anche se nel gioco appare nella sua forma standard;
- Fist Bump – un golem panda di pietra che possiede dei pugni a forma di mazza. Debutta in Skylanders: Trap Team;
- Flashwing (doppiata da Giuliana Atepi) – una dragonessa fatta di cristallo. Fa la sua prima apparizione in Skylanders: Giants;
  - Jade Flashwing – è la versione di colore verde;
  - Lightcore Flashwing – è la versione Lightcore;
- Prism Break (doppiato da Alberto Olivero) – un golem di roccia con cristalli al posto delle mani che sparano raggi laser molto potenti. Series 1 e 2, mentre la Series 3 è denominata Hyper Beam Prism Break. Appare la prima volta in Skylanders: Spyro's Adventure;
  - Lightcore Prism Break – è la versione Lightcore della Series 2;
- Rocky Roll – un piccolo ciclope scavatore di roccia di nome Rocky in equilibrio su una palla di roccia chiamata Roll. Debutta in Skylanders: Trap Team;
- Scorp – uno scorpione di roccia che lancia globi velenosi. Debutta in Skylanders: Swap Force;
- Slobber Tooth – un ibrido fra una tartaruga ed un dinosauro dotato di coda appuntita e di una fame insaziabile. Appare la prima volta inSkylanders: Swap Force;
  - Dark Slobber Tooth – è la versione in nero e argento, venduta assieme alla Dark Edition del gioco;
- Terrafin – uno squalo di terra umanoide dotato di guanti d'arme dorati. Series 1 e 2, mentre la Series 3 è chiamata Knockout Terrafin. Debutta in Skylanders: Spyro's Adventure.

### Vita
- Tree Rex (Giants) (doppiato da Pietro Ubaldi) – una sorta di Ent gigante con grosse corna in grado di lanciare una palla esplosiva;
  - Gnarly Tree Rex – è la versione in verde scuro e blu cromato. Inizialmente venduto per PlayStation 3, viene in seguito venduto separatamente per tutte le console;
- Grilla Drilla (Swap) – un gorilla bianco munito di un'armatura con l'estremità inferiore che si trasforma in una Trivella;
- Stink Bomb (Swap) (doppiato da Davide Garbolino) – una puzzola ninja di colore verde che riesce a sfruttare il suo odore nauseante come arma e rendersi invisibile;
- Bushwhack (Trap Master) – un elfo che impugna una grande ascia di Traptanium;
- Tuff Luck (Trap Master) – una gatta antropomorfa dotata di lame di Traptanium;
- Thrillipede (SuperCharger) - è una specie di incrocio fra un millepiedi e una libellula che usa delle larve esplosive come arma. Il suo veicolo è il Buzz Wing;
- Super Shot Stealth Elf (SuperCharger) - è la versione SuperCharger di Stealth Elf, rivisitata con una nuova armatura e nuove mosse. Il suo veicolo è l'elicottero Stealth Stinger;
  - Dark Super Shot Stealth Elf - è la versione Dark del personaggio;
- Bumble Blast – una sorta di alveare antropomorfo dotato di una pistola che spara delle api. Fa la sua prima apparizione in Skylanders: Swap Force;
  - Lightcore Bumble Blast – è la versione Lightcore del personaggio;
- Camo (doppiato da Oliviero Corbetta) – è un drago composto da piante capace di sparare globi di fuoco e di far crescere la frutta. La Series 2 è denominata Thorn Horn Camo. Appare la prima volta in Skylanders: Spyro's Adventure;
- Food Fight – è un carciofo antropomorfo con un fucile che spara pomodori. Fa la sua prima apparizione in Skylanders: Trap Team;
  - Dark Food Fight – è la versione nero e argento del personaggio;
- High Five - una creatura simile ad una libellula drago che indossa casco e occhiali che debutta in Skylanders: Trap Team;
- Shroomboom (doppiato da Massimo Di Benedetto) – un fungo con un solo occhio che impugna una fionda. La Series 2 è denominata Sure Shot Shroomboom. Debutta in Skylanders: Giants;
  - Lightcore Shroomboom – è la versione Lightcore del personaggio;
- Stealth Elf è un'elfa ninja che utilizza delle daghe come armi ed ha la facoltà di rendersi invisibile. Series 1 e 2, mentre la Series 3 prende il nome di Ninja Stealth Elf. Debutta in Skylanders: Spyro's Adventure;
  - Legendary Stealth Elf – è la versione blu scuro e oro della Series 2;
  - Dark Ninja Stealth Elf – è la versione in nero e argento della Series 3, venduta nella Dark Edition del gioco;
  - Whisper Elf – è la versione Sidekick, ovvero l'aiutante che collabora con il personaggio;
- Stump Smash (doppiato da Pietro Ubaldi) – un piccolo Ent con enormi martelli di legno al posto delle mani. Series 1 e 2. Debutta in Skylanders: Spyro's Adventure;
  - Stump Smash (Flocked) – è l'edizione speciale della Series 1 ricoperta da un materiale soffice di colore verde, prodotta in poche unità. Nel gioco il personaggio appare come nella sua forma standard;
  - Stump Smash (White Flocked) – è l'edizione speciale della Series 2 ricoperta da un materiale soffice di colore bianco, prodotta in poche unità. Nel gioco il personaggio appare come nella sua forma standard;
- Zou Lou – una specie di orso sciamano bianco, capace di evocare dal suo scettro diversi spiriti animali. Fa la sua prima apparizione in Skylanders: Swap Force;
- Zook – un piccolo Ent che brandisce un bazooka a forma di grosso bamboo come arma. Series 1 e 2. Appare la prima volta in Skylanders: Spyro's Adventure;
  - Zook (Stone) – è un'edizione speciale della Series 2 che riproduce la roccia, prodotto in poche unità. Nel gioco il personaggio appare come nella sua forma standard.

## Antagonisti
- Lord Kaos (doppiato da Luca Sandri): è un Padrone dei Portali rinnegato nonché il principale antagonista nelle versioni per le console della serie. Un tempo era un principe ma a causa delle sofferenze subite per via degli insulti relativi al suo cattivo odore e al suo aspetto ha deciso di rigettare il suo titolo reale e di fuggire in una landa selvaggia insieme al suo maggiordomo Glumshanks. Dopo avere tentato di impadronirsi delle Skylands il suo piano è stato sventato e Kaos è stato bandito nelle Outlands. Oltre a Glumshanks, è servito da armate di ciclopi, drow, Greeble, K-Bot, Stregotti e troll. Nel primo capitolo della serie Kaos utilizza un Idra per distruggere il Cuore di Luce e trasformare Eon in uno spirito. Dopo avere sconfitto il mostro Kaos viene catturato e spedito sulla Terra dal Cuore di Luce come castigo. In Skylanders: Giants ritorna alle Skylands grazie a una macchina Arkeyan e col desiderio di conquistare le Skylands con un'armata di robot Arkeyan. Sebbene anche in questo caso Kaos viene sconfitto ed il pugno di Arkus distrutto, riesce comunque a evadere dall'area del combattimento grazie a Glumshanks che lo porta in salvo pilotando l'ultimo robot Arkeyan ancora funzionante. Una volta ritornati al castello per pianificare un nuovo tentativo di conquista, Kaos incontra sua madre che si dimostra intenzionata ad aiutarlo nel terzo capitolo come uno dei boss da eliminare. Dopo averla sconfitta ci si scontrerà nuovamente con Kaos che, grazie al Buio Pietrificato diventa enorme e bisognerà combattere con alcune parti del suo corpo: prima con i piedi, poi nella sua bocca ed infine nella sua mente. Dopo lo scontro finale Kaos ritorna alla sua grandezza naturale ma si accorge che la parte inferiore del suo corpo è stata scambiata con quella inferiore di Glumshanks, imitando esattamente la nuova abilità di intercambiarsi degli Skylanders Swap.
- Glumshanks: un troll dalla pelle verde e il maggiordomo di Kaos, dal quale viene spesso maltrattato. Decisamente più pacato e razionale del suo padrone, non perde occasione per sottolineare le continue sconfitte subite. Anche lui, in Skylanders: Swap Force, è un boss da sconfiggere. Doppiato da Silvio Pandolfi nei videogiochi e da Andrea Ward nella serie tv.
- Capitano Dreadbeard (doppiato da Pietro Ubaldi) – letteralmente è un lupo di mare (trattandosi di un cane pirata) nonché capitano dei Seadog Pirates ed è il più cattivo e scorbutico di essi. Lui e la sua ciurma hanno preso il sopravvento sui popoli che incontravano durante i loro viaggi per mare a causa delle partite a carte cui li sottoponevano e nelle quali baravano sempre. In Skylanders: Giants, dove sono apparsi la prima volta, il Capitano Dreadbeard e la sua ciurma hanno conquistato il “Luna Park dei Tagliagole” e lo hanno rivendicato come loro covo. Dopo essere stato sconfitto all'ennesima partita di carte, il Capitano Dreadbeard viaggia da clandestino sul “Dread-Yacht”, la nave volante del Capitano Flynn, offrendo agli Skylander la possibilità di rigiocare a carte in qualsiasi momento;
- Mamma di Kaos (doppiata da Elisabetta Cesone) – appare in Skylanders: Swap Force e condivide il ruolo di antagonista principale assieme al figlio Kaos dove tentano di sfruttare la forza mistica del vulcano nelle Isole Nubiaperte per impadronirsi delle Skylands. Alla fine del gioco, dopo essere stata sconfitta, finisce per essere rinchiusa in uno specchio che diventerà di proprietà di Flynn;
- Hektore – una creatura non specificata, nonché primo antagonista nella versione per Nintendo 3DS;
- Occulous – un enorme bulbo oculare mostruoso che terrorizza la “Cripta Luce Nera” in Skylanders: Spyro's Adventure;
- Vathek – un drago dei Non Morti, fratello cattivo del drago Ramses apparso nel “Pizzo del Drago” in Skylanders: Spyro's Adventure;
- Arkeyan Conquistatron (doppiato da Vittorio Stagni) – un enorme robot Arkeyan che ha schiavizzato il popolo Mabu 10.000 anni fa ed apparso in Skylanders: Giants. Viene in seguito riattivato da Kaos che lo utilizza per impossessarsi delle Skylands;
- Capitano Frightbeard – è l'antagonista principale nella versione per Nintendo 3DS;
  - Rustbeard – è un robot pirata e uno dei luogotenenti del Capitano Frightbeard;
  - Squidbeard – è una bestia dalla faccia da calamaro ed uno dei luogotenenti del Capitano Frightbeard;
- Noodles – è un orco di ghiaccio che vive in “Gola del Ghiacciaio” ed apparso in Skylanders: Giants;
- Pipsqueak – è un ciclope monarca dotato di corna, leader delle forze armate che hanno conquistato la “Montagna Molekin” in Skylanders: Giants ed è il nipote di una qualche alta autorità nel governo dei ciclopi. Lui e la sua armata hanno invaso la “Montagna Molekin” poiché hanno sentito parlare di un oracolo;
- Drill-X (doppiato da Tony Fuochi) – si tratta di un enorme robot-trivella canterino apparso in Skylanders: Giants ed usato da Kaos per aprirsi una strada sotterranea alla volta della città di Arkus;
- Bruto – è uno Spaccadenti che appare in Skylanders: Giants. È uno Spaccadenti non ben definito rispetto ai suoi simili per via del cappello che porta in testa;
- Barone von Shellshock – si tratta di un granchio umanoide che lavora per conto di Kaos e che ha conquistato “Coloropoli” in Skylanders: Swap Force;
- Cluck (doppiato da Marco Pagani) – è un piccolo uccellino bianco rinchiuso in un'enorme tuta metallica ed apparso nella “Torre del Tempo” in Skylanders: Swap Force. La sua tuta è stata costruita dai Troll del Tempo;
- Conte Moneybone (doppiato da Riccardo Rovatti) – si tratta dell'antagonista principale nella versione per Nintendo 3DS. Funge anche da antagonista secondario in Skylanders: SuperChargers;
- Mesmeralda (doppiata da Lorella De Luca) – si tratta di un aracnide burattinaia ingaggiata dalla Mamma di Kaos per fermare gli Skylander sul “Monte Gelofestante” in Skylanders: Swap Force;
- Pecora Mago (doppiato da *informazione mancante*) – è un mago capace di trasformarsi in una pecora gigantesca ed è l'antagonista principale in “Isola del Relitto di Pecora” in Skylanders: Swap Force. Porta il pupazzo di una pecora nella sua mano destra. Contrariato dal maltrattamento delle sue pecore dagli abitanti delle Skylands, il Pecora Mago ha radunato tutti gli ovini per dare vita ad un'armata capace di imporre un pecoradominio sulle Skylands, ma la sua ribellione è stata fermata dagli Skylander e da Barbacieca.

### Antagonisti catturabili
In Skylanders: Trap Team questi personaggi sono fra i cattivi più ricercati delle Skylands ed in passato sono stati catturati dai Trap Master. Poiché Kaos li ha fatti evadere dalla Prigione Scrocchia-nembi in modo da rinforzare ulteriormente il suo esercito, sarà compito del Padrone dei Portali riacciuffare gli evasi utilizzando delle apposite trappole per poi usarli per combattere come alleati buoni, sentendo le loro voci nel portale del potere. All'inizio del gioco ognuno dei cattivi può essere usato solo per 30 secondi e man mano che si progredirà nell'avventura il tempo diverrà più lungo. Oltre a Kaos, alcuni dei cattivi catturabili sono dei famigerati Doom Raiders. Come gli skylander, sono anch'essi divisi per elemento:
- Acqua:
  - Brawl and Chain: un tricheco pirata con catene al posto delle mani che terminano con degli uncini;
  - Chill Bill: un troll blu munito di zaino e fucile congelante. Doppiato da Luca Ghignone;
  - Cross Crow: un corvo blu antropomorfo con armatura e balestra;
  - Il Gulper: un'enorme lumaca di mare insaziabile con corona e scettro che adora la gazzosa. Membro dei Doom Raiders, ha la capacità di rendersi enorme mangiando ciò che gli piace, viceversa, si rimpicciolisce quando mangia qualcosa che non gli piace. Doppiato da Pietro Ubaldi;
  - Slobber Trap: un cane fatto di roccia con il corpo ricoperto di erba e un fiorellino in testa. Doppiato da Vittorio Bestoso;
  - Threatpack: un troll intelligente dotato di razzi propulsori e missili d'acqua. Doppiato da Riccardo Rovatti.

- Buio:
  - Eye Scream: un pupazzo con un occhio in bocca, coperto dai suoi capelli, con il potere di vomitare piccoli occhi oppure un occhio più grande;
  - Fisticuffs: (Doppiato da Marco Balzarotti) - un evilikin di legno costruito dal Dr Krankcase con l'abilita di allungare il suo braccio;
  - Il Grande Hawkmongus / Tae Kwon Crow: (Doppiato da Francesco Mei) -un corvo ninja armato di katana che lancia shuriken, torna in Imaginators come skylander sensei del fuoco;
  - Nightshade: un ladro ninja felino in grado di creare illusioni di se stesso. È un membro dei Doom Raiders.

- Aria:
  - Bad Juju: una sciamana fantasma in grado di creare vortici e fulmini. Torna in Imaginators come skylander sensei;
  - Buzzer Beak: un piccolo uccellino che indossa un cappello ad elica;
  - Dreamcatcher: una testa fluttuante di ragazza senza corpo in grado di manovrare i sogni e creare vortici. È un membro dei Doom Raiders;
  - Krankenstein: un grosso evilikin con un aspiratore al posto delle mani. È un chiaro riferimento a Frankenstein.

- Fuoco:
  - Chef Pepper Jack: un cuoco jalapeño antropomorfo membro dei Doom Raiders che si crede uno chef di fama internazionale. È in grado di lanciare peperoncini esplosivi, di sputare fuoco e può sfruttare il suo battitore d'uovo gigante come arma;
  - Grinnade: una piccola bomba con le gambe e la faccia sorridente in grado di esplodere e creare altri suoi simili;
  - Scrap Shooter: un evilikin in grado di lanciare barili esplosivi. Doppiato da Pietro Ubaldi;
  - Smoke Scream: un troll a bordo di una macchina a forma di fornace che lancia barili stordenti e sa sputare fiamme.

- Magia:
  - Bomb Shell: una testuggine con il guscio dotato di bombe;
  - Pain-Yatta: una pentolaccia umanoide che vomita confetti e attacca con un lecca lecca gigante. Torna in Imaginators come skylander sensei;
  - Rage Mage: un piccolo mago rabbioso.

- Non Morti:
  - Bone Chompy: un Chompy scheletrico. Completando la sua missione ottiene dei poteri curativi;
  - Hood Sickle: un cupo mietitore munito di falce in grado di teletrasportarsi. Torna in Imaginators come skylander sensei del buio;
  - Masker Mind: un piccolo fantasma con una maschera sul viso che ha la capacità di controllare i nemici;
  - Wolfgang: un lupo mannaro che impugna una chitarra fatta di ossa. Membro dei Doom Raiders, può creare delle note che possono danneggiare i nemici. Torna in Imaginators come skylander sensei.

- Tecnica:
  - Brawlrus: un tricheco pirata che usa un cannone che spara stelle marine;
  - Bruiser Cruiser: un troll a bordo di una macchina tirapugni che può anche autodistruggersi. Doppiato da Paolo De Santis;
  - Dr. Krankcase: un dottore con arti di legno in grado di sparare con la sua pistola della melma e di lanciare un fulmine dalla sua mano. Torna in Imaginators come skylander sensei;
  - Mab Lobs: un mabu cattivo con armatura che lancia bombe;
  - Shrednaught: è una coppia di troll chiamati Troll-1 e Troll-2. Troll-2 guida un veicolo-motosega mentre Troll-1 può lanciare degli esplosivi;
  - Trolling Thunder: è un troll che guida un potente ma lento carro armato.

- Terra:
  - Chomp Chest: un forziere vivente molto famelico in grado di scovare monete;
  - Golden Queen: è una regina interamente d'oro con il potere di mutare ogni cosa in oro che ha l'obiettivo di sottomettere le Skylands al suo volere con "3 semplici regole". È la leader/fondatrice dei Doom Raiders. Torna in Imaginators come skylander sensei;
  - Grave Clobber: una mummia con parti del corpo di roccia molto potente. Torna in Imaginators come skylander sensei dell'acqua;
  - Tussle Sprout: un cavolino di Bruxelles antropomorfo in grado di emettere spore velenose e di lanciare semi.

- Vita:
  - Broccoli Guy: un broccolo con bacchetta in grado di lanciare incantesimi curativi. Doppiato da Alessandro Zurla;
  - Chompy: è un Chompy che era stato rinchiuso nella prigione Scrocchia-nembi, a differenza degli altri Chompy che fanno parte dell'esercito di Kaos;
  - Chompy Mage: un mago con un burattino a forma di chompy in grado di evocare chompy e trasformarsi in un enorme chompy. Introdotto per la prima volta in Skylanders: Giants, torna anche in Immaginators come skylander sensei. Doppiato da Oliviero Corbetta;
  - Cuckoo Clocker: un enorme uccello dotato di armatura in grado di spaccare il terreno e di emettere urla stordenti;
  - Sheep Creep: una pecora con armi giocattolo che sparano proiettili di sughero e anche in grado di esplodere in un mucchio di lana;
  - Shield Shredder: è un robot di legno con scudo tagliente rotante. Doppiato da Mario Zucca.

- Luce:
  - Blaster-Tron: un robot viola venuto dal futuro dotato di pistola e zaino jet. Torna in Imaginators come skylander sensei;
  - Eye Five: è un'enorme creatura mutante rosa con un fiocco porpora in testa con gli occhi dentro i palmi delle mani, dotata di una grande forza fisica e di un potente raggio che può emanare dagli occhi. Doppiato da Marco Balbi;
  - Lob Goblin: è un troll che può lanciare bombe magnetiche;
  - Luminous: un essere lucente in grado di emettere raggi lucenti e di cambiare aspetto di qualsiasi persona. È un membro dei Doom Raiders. Doppiato da Stefano Pozzi.

## Altri personaggi
- Eon: un anziano mago, esperto Padrone dei Portali e mentore degli Skylander. È divenuto uno spirito quando Kaos ha distrutto il Cuore di Luce. All'inizio di ogni capitolo della saga la storia viene introdotta da lui che guida il giocatore nell'introduzione dell'avventura. Nella serie animata è molto più goffo e comico, mantenendo ancora un po' di indole saggia. Doppiato da Marco Pagani nei videogiochi e da Massimo Lopez nella serie tv.
- Antichi Elementali – sono delle gigantesche creature che risiedono in diverse parti nelle Isole Nubiaperte ed apparsi in Skylanders: Swap Force. Ogni cento anni essi si riuniscono sul picco del vulcano di Nubiaperte per compiere il rituale che rigenera tutta la magia delle Skylands. Gli Antichi Elementali sono stati individuati da Kaos e da sua madre come parte del loro piano per interrompere il rituale ed impossessarsi delle Skylands. Gli Antichi Elementali sono:
  - Flashfin – si tratta di un enorme pesce verde, protettore della popolazione che risiede a “Fosso Fangoso”;
  - Segugio del Gelo – assomiglia ad una specie di cane antropomorfo dal pelo bianco, protettore dei “Monti Gelofestante”. Viene prima catturato da Mesmeralda e, dopo averla sconfitta, esso viene liberato;
  - Terraseppia – è un'enorme creatura assomigliante ad un calamaro il cui corpo è in parte rinchiuso in una roccia. Appare in “Tunnel Tortuosi” ed aiuta gli Skylander a proteggersi dagli attacchi della Vipera di Fuoco, uno scagnozzo di Kaos. Alla fine del livello Sharpfin rivela che il Terraseppia è in realtà una ragazza;
  - Spirito Arboreo – trattasi di una signora-albero tenuta in ostaggio dal fuoco malvagizzato di Kaos nella “Foresta Fantasma”;
- Arbo – è un piccolo ent apparso in Skylanders: Spyro's Adventure che aiuta gli Skylander a recuperare alcuni componenti per la ricostruzione del “Cuore di Luce” che sono i Semi della Vita e la Sorgente Eterna della Vita;
- Auric (doppiato da Luca Sandri) – è un orso banchiere, apparso nei primi due capitoli della saga. Egli possiede un emporio nel quale si possono acquistare alcuni oggetti da utilizzare durante il gioco;
- Avril – è un'elfa del ghiaccio, apparsa in Skylanders: Swap Force, nonché capitano degli Elfi del Gelo. Aiuta gli Skylander prima ad “Isole Ossute” ed in seguito a “Rocca Inverno” per ottenere l'Illuminator che aiuterà loro a fare luce nelle nebbie dei “Monti Gelofestante”;
- Barbacieca – si tratta di un granchio pirata apparso nell'”Isola del Relitto di Pecora” ed è il primo a parlare agli Skylander della ribellione pianificata dal Pecora Mago;
- Barkin – è un bulldog apparso in Skylanders: Swap Force;
- Batterson – è un Molekin che vende torte ai fantasmi nella “Cripta Luce Nera”, prima che Occulous lo dichiarasse illegittimo;
  - Hatterson – fratello di Batterson che vende cappelli;
- Blobbers (doppiato da Oliviero Corbetta) – è un Mabu apparso ad “Isole Infrante” in Skylanders: Spyro's Adventure;
- Brock (doppiato da Tony Fuochi) – è un grande drow Golia, apparso in Skylanders: Giants. Catturò Ermit per adescare gli Skylander nella sua arena di ciclopi e nella quale egli è il boss finale. Dopo averlo sconfitto, Brock si unisce alla ciurma dello Dread-Yacht dove propone delle sfide nell'arena agli Skylander. Lo si distingue dagli altri drow Golia per via dell'elmo vichingo che indossa;
- Buzz (doppiato da Domenico Brioschi) - è un anziano Mabu dal carattere burbero con una benda sull'occhio e che si regge in piedi con un bastone. Fa la sua prima apparizione in Skylanders: Trap Team. A detta sua è il leader di un'organizzazione segreta chiamata Commando Segreto Ninja;
- Cali (doppiata da Elda Olivieri) – è una sorta di lince mabu femmina che propone Sfide Eroiche agli Skylander per potersi allenare e della quale Flynn ha preso una cotta. Appare nei primi due capitoli della saga;
- Capotribù (doppiata da Renata Bertolas) – è una volpe che appare in Skylanders: Swap Force ed è il capo più anziano di “Tana del Bosco” e tratta Tessa come se fosse sua figlia. La Capotribù ed i consiglieri Gillman e Yeti furono rapiti quando i Greeble attaccarono “Tana del Bosco” e durante la prigionia la Capotribù fu costretta a comunicare a Kaos i luoghi nei quali gli Antichi Elementali risiedevano, per essere poi salvata insieme ai suoi colleghi dagli Skylander a “Pian della Cascata”. Nel viaggio di ritorno a “Tana del Bosco” la Capotribù e gli Skylander utilizzarono la loro magia per convocare Eon che li incaricò di salvare gli Antichi Elementali dagli attacchi di Kaos. Dopo che i quattro Antichi Elementali furono nuovamente riuniti, la Capotribù annunciò Tessa come sua succeditrice alla guida di “Tana del Bosco”. Ella però si ritrovò subito sconvolta quando Tessa venne rapita dalla Mamma di Kaos e pregò gli Skylander di andarla a salvare. Dopo che gli Skylander sconfissero Kaos e sua madre Tessa poté ritornare a “Tana del Bosco” e la vittoria fu festeggiata assieme a tutto il villaggio;
- Diggs (doppiato da Stefano Albertini) – è un Molekin che in Skylanders: Spyro's Adventure aiuta gli Skylander a raccogliere alcuni elementi per costruire il “Cuore di Luce”, ovvero l'Occhio di Cristallo, la Sorgente Eterna della Terra, il Crogiolo delle Ere e la Sorgente Eterna del Fuoco;
- Duff – è un elfo del ghiaccio, amico di Avril nonché leader delle armate di elfi che lottano contro le forze ostili di Kaos a “Rocca Inverno”;
- Ermit (doppiato da Alberto Olivero) – è una creatura non ben specificata che assomiglia ad un gremlin e che in Skylanders: Giants è il primo ad osservare il ritorno di Kaos nelle Skylands. Viene rapito da Brock che lo usa come esca per attirare gli Skylander nella sua arena da combattimento; una volta sconfitto Brock Ermit torna ad essere libero;
- Fantasma Macchina – è un fantasma di robot Arkeyan separato dal suo corpo metallico ed apparso in “Gola del Ghiacciaio” in Skylanders: Giants dove gli Skylander lo aiutano a riunirsi ad esso. Alla fine del livello della “Camera Segreta dei Segreti Arkeyan”, Fantasma Macchina protegge gli Skylander dal crollo di una valanga facendo scudo con il proprio corpo e riportando danni mortali. Prima della sua morte comunica agli Skylander dove Kaos ha pianificato di andare subito dopo, avendolo udito per caso all'interno della Camera. Successivamente, Fantasma Macchina viene riparato da Ermit;
- Fargus – è un vecchio Mabu che appare nella versione per Nintendo 3DS;
  - Wendel – figlio di Fargus, apparso nella versione per Nintendo 3DS;
- Fizzy – (conosciuto anche come Fiznik) è uno yeti che appare in Skylanders: Swap Force sui “Monti Gelofestante” avente il ruolo di Gran Accoglitore. Fizzy ha apparentemente conosciuto Sharpfin prima degli eventi narrati in Skylanders: Swap Force;
- Flavius – è un drago rosso che appare nei primi due capitoli della serie. Anche se non è il più intelligente fra i draghi è comunque molto fedele a Ramses, il re di “Pizzo del Drago”;
- Flynn (doppiato da Riccardo Lombardo (1° voce), e da Stefano Albertini (2° voce)) – spesso chiamato anche Capitano Flynn, è una sorta di lince rossa Mabu che nel primo capitolo della saga trasporta gli Skylander sulla sua mongolfiera per i primi tre livelli mentre nel secondo e terzo capitolo è il capitano dello Dread-Yacht, la sua nave volante. Molto pasticcione, non perde occasione per vantarsi del suo fascino e della sua bravura a pilotare qualsiasi veicolo, anche se di fatto si dimostra totalmente incapace. Nei primi due capitoli dimostra di avere una cotta per Cali, anche se non viene ripagato;
- Gallant – è un fantasma nonché abitante della “Cripta Luce Nera” ed aiuta gli Skylander a combattere contro Occulous;
- Generale Robot (doppiato da Alberto Olivero) – è un robot responsabile delle truppe di difesa dei Mabu e che in Skylanders: Spyro's Adventure collabora alla raccolta di alcuni componenti per la ricostruzione del “Cuore di Luce” quali l'Ingranaggio d'Oro, il Fango Verde Luccicante di Primordia e la Sorgente Eterna della Tecnica;
  - Clam-tron 4000 – è un grande robot capace di fabbricare bombe dalla conchiglia che ha sul petto. È il figlio del Generale Robot;
- Gigante Tiki – è un enorme tiki che appare nella versione di Skylanders: Giants per Nintendo 3DS. Aiuta gli Skylander a trovare il primo indizio in cambio del salvataggio del suo amico dalle grinfie dei pirati. Riappare nella versione di Skylanders: Swap Force per il 3DS dove viene usato dai Molekin;
- Gigantus (doppiato da Raffaele Farina) – si tratta un enorme golem di roccia che in Skylanders: Giants dimostra ai giocatori le abilità che i Giganti riescono a compiere;
- Gurglefin – è un uomo-branchia in tuta da lavoro che trasporta gli Skylander sulla sua zattera, apparso in Skylanders: Spyro's Adventure;
- Haldor – è un nano mago che risiede nell'”Impero del Ghiaccio”;
- HipBros – sono due ippopotami fratelli apparsi in Skylanders: Swap Force originari di “Pian della Cascata”. Gli Skylander li incontrano a “Tana del Bosco” e li aiutano ad aprire il loro negozio e la capsula dei potenziamenti. Essi sono:
  - Gorm – è il più giovane degli HipBros e si vanta della sua forza fisica a discapito del fratello Tuk, che è l'esatto opposto;
  - Tuk – è il più vecchio degli HipBros ed è più tozzo ed esuberante di Gorm. Si dimostra infastidito dal comportamento di Gorm anche se è molto protettivo nei suoi riguardi (sebbene non gli piaccia ammetterlo);
  - Hugo (doppiato da Davide Garbolino) – è una talpa occhialuta, assistente di Eon ed amico di Flynn. Appare nei primi due capitoli della saga;
- Informazione – spesso conosciuto come Info è un grande robot che appare in Skylanders: Giants per il 3DS;
- Sceriffo Whellock (doppiato da Alberto Olivero) – è uno squalo sceriffo da terra apparso in Skylanders: Swap Force. Egli è “i denti lunghi della legge” alla “Forra delle Fauci di Ferro”;
- Mastro Armaiolo – è un robot Arkeyan rimasto inattivo per 10.000 anni nelle acque delle rovine in Skylanders: Spyro's Adventure e risvegliatosi per aiutare gli Skylander a recuperare l'Argento Vivo e la Sorgente Eterna della Magia;
- Nort (doppiato da Oliviero Corbetta) – è un Mabu che incontra gli Skylanders in “Isole Infrante” ed è uno dei soldati che si sono uniti alle truppe di difesa Mabu fondate da Rizzo e guidate dal Generale Robot in Skylanders: Spyro's Adventure;
- Norticus (doppiato da Oliviero Corbetta) – un Mabu che ha aiutato i Giganti a liberare un suo compagno dall'Arkeyan Conquistatron;
- Octavius Cloptimus – è una creatura aliena tentacolare senza una precisa forma fisica nel tempo e nello spazio che appare in Skylanders: Giants. Ci si è precedentemente riferiti a lui come l'Oracolo e risiede nella “Montagna Molekin”;
- Otoro – è un uomo-branchia che indossa un cappotto di lana marrone ed il colletto rialzato, apparso all'”Isola della Chiazza d'Olio” in Skylanders: Spyro's Adventure;
- Persephone (doppiata da Jenny De Cesarei) – una fata che aiuta gli Skylander ad aumentare i loro potenziamenti e le loro abilità. Appare nei primi due capitoli della saga;
- Quigley – un Mabu apparso nelle rovine di Skylanders: Spyro's Adventure;
- Ramses – un drago verde che è il re dei draghi nel “Pizzo del Drago” in Skylanders: Spyro's Adventure;
- Rizzo (doppiato da Daniele Demma) – un Mabu che incontra gli Skylanders nelle “Isole Infrante” di Skylanders: Spyro's Adventure;
- Rizzopolus (doppiato da Daniele Demma) – un Mabu che appare in Skylanders: Giants;
- Rufus (doppiato da Aldo Stella) – è una specie di puma antropomorfo che ricopre il ruolo di banditore del villaggio a “Tana del Bosco” in Skylanders: Swap Force;
- Seraphina – è una bambina Wilikin che appare nel “Villaggio Wilikin” in Skylanders: Giants. Si unisce alla ciurma di Flynn dopo che gli Skylander hanno cacciato il Chompy Mage e costruisce sullo Dread-Yacht una torretta che gli Skylander possono usare ogni volta che vengono attaccati dai nemici;
- Sharpfin (doppiato da Raffaele Farina) – è uno squalo di terra blu che appare in Skylanders: Swap Force. È il barone di “Coloropoli” e pilota una nave volante velocissima capace di andare tre volte la velocità del fantastico. Si dice che Sharpfin sia l'individuo più ricco di tutte le Isole Nubiaperte;
- Ship Master – è un Mabu ed uno degli abitanti del villaggio nel “Mare dei Pirati”;
- Sindaco LeGrand - è un Mabu e sindaco dell'”Isola del Tesoro” in Skylanders: Spyro's Adventure nonché padre di Jess LeGrand;
  - Jess LeGrand – è una Mabu assomigliante ad una lince e figlia del sindaco LeGrand. Va alla ricerca degli Skylander quando la sua isola è sotto attacco da parte del Capitano Dreadbeard. Jess ha il medesimo aspetto di Cali, fatta eccezione per le orecchi penzolanti, gli artigli ed il colore più scuro del pelo;
- Snagglescale – è un uomo-branchia che appare in Skylanders: Swap Force. Nonostante dichiari di essere un tipo “forte e silenzioso”, Snagglescale ha la tendenza a parlare in continuazione. Sostiene di essere stato un grande gladiatore e che avrebbe vinto 100 partite, ma siccome il tabellone non andava oltre il 99 fu costretto a ritirarsi. Egli offre le battaglie nelle arene a “Tana del Bosco”;
- Snuckles (doppiato da Oliviero Corbetta) – è il primo Mabu incontrato dagli Skylander. Più avanti nel gioco egli diventa un agente segreto che lavora per le truppe di difesa Mabu fondate da Rizzo e guidate dal Generale Robot;
- Softpaw – è una volpe che appare in Skylanders: Swap Force. È una super-spia che dona agli Skylander il “P.E.C.O.R.A.”, acronimo di “Pericoli Evitati Con Opportune Regole di Abbigliamento”, ovvero un travestimento da pecora in grado di nascondere gli Skylander dalle capsule di sicurezza nella “Fortezza di Kaos”. Softpaw indossa anche un costume da pecora sulla sua testa e prima di diventare una super-spia lavorava come fattorino per Sharpfin;
- T-Bone (doppiato da Stefano Albertini) – uno scheletro apparso in Skylanders: Spyro's Adventure che aiuta gli Skylander a raccogliere la Sorgente Eterna dei Non Morti e la Maschera Teschio per la ricostruzione del “Cuore di Luce”;
- Tessa (doppiata da Jenny De Cesarei) – è una giovane volpe che appare in Skylanders: Swap Force. Ha fatto conoscenza di Flynn e degli Skylander quando “Tana del Bosco” era sotto attacco dei Greeble. Dopo che il Barone von Shellshock fu sconfitto, Tessa venne rapita dalla Mamma di Kaos. Fu in seguito liberata dagli Skylander, Flynn, Whiskers e Sharpfin prima dell'eruzione del vulcano delle Isole Nubiaperte;
  - Whiskers – è un enorme uccello amico di Tessa che lo usa come sistema di trasporto;
- Willowbark (doppiato da Pietro Ubaldi) – è un uomo albero che appare in Skylanders: Swap Force. Appare dapprima nelle “Rovine Rampanti” dove spiega che una banda di manigoldi ha fatto irruzione negli scavi ed è scappata con i reperti di Buio Pietrificato e che lo sta usando per malvagizzare i Pipistrelli Mielosi. Riappare in seguito nella “Foresta Fantasma” dove spiega di essere il Capo dei Vigili del Fuoco Volonta.
- Mags (doppiata da Renata Bertolas) - è una ragazza dalla pelle violacea che svolge il ruolo dell'inventrice all'Accademia degli Skylanders. Fa la sua prima apparizione in Skylanders: Trap Team. A detta sua ha costruito più di 87 milioni di macchinari e si pensa abbia costruito assieme a Sharpfin tutti i veicoli per i Superchargers.